# David B. Frohnmayer
David B. „Dave” Frohnmayer (Medford, Oregon, 1940. július 9. – Eugene, Oregon, 2015. március 10.) amerikai ügyvéd, politikus, intézményvezető.
Egykor a Harrang Long Gary Rudnick P.C. ügyvédje volt. John Wesley Johnson után ő az Oregoni Egyetem második leghosszabb ideig hivatalban lévő rektora.

## Tanulmányai
1962-ben magna cum laude minősítéssel végzett a Harvard Egyetemen, majd Rhodes-ösztöndíjjal az oxfordi Wadham College-en tanult. 1967-ben a UC Berkeley-n jogi diplomát szerzett.

## Pályafutása

### Politikusként
A Republikánus Párt színeiben 1975 és 1981 között, három egymásutáni ciklusban volt a dél-eugene-i választókörzet képviselője.

### Államügyészként
1980 novemberében Oregon államügyészének választották, hivatalát 1981. január 5-én foglalta el. 1984-ben és 1988-ban is újraválasztották; utóbbinál a demokraták és a republikánusok közös jelöltjeként legyőzte a libertárius Fred Oerthert.
1991. december 31-én lemondott, mert az Oregoni Egyetem Jogi Intézete dékánjának választották.
Regnálása főleg a Radzsnís-mozgalomban hozott ítéletekről ismert. A Legfelsőbb Bírósághoz benyújtott hét ügyből hatot megnyert.

### 1990-es kormányzóválasztás
Az 1990-es oregoni kormányzóválasztás republikánus jelöltje volt. Demokrata ellenfele, Neil Goldschmidt visszalépett, miután Frohnmayer kampányfőnöke, Donna Zajonc szerint „a legjobb családdal rendelkező jelölt nyer”. Ezt úgy értelmezték, hogy Goldschmidt válságban lévő házasságát felhasználhatják ellene, ezért gyorsan visszalépett; ezt „az oregoni közélet egyik legnagyobb rejtélyének” tartották. 2004-ben Goldschmidt beismerte, hogy az 1970-es években közösült egy kiskorúval.
A választást Barbara Roberts demokrata jelölt nyerte.

### Oktatóként
1971 és 1981 között az Oregoni Egyetem jogi oktatója, majd 1992-től a jogi főiskola dékánja, 1994-ben pedig az egyetem rektora. 2009-ben bejelentette lemondását; személyét széles körben elismerték.
Regnálása alatt az egyetem jó kapcsolatot alakított ki a Nike-kal és Phil Knighttal. 2000-ben hallgatók a Nike munkakörülményei miatt Frohnmayert nem engedték ki irodájából, de őrizetbe vették őket. A munkajogi konzorciumhoz való csatlakozás miatt Phil Knight visszatartott egy harmincmillió dolláros adományt, amit a szervezetből való kilépést követően kifizetett.

## Magánélete
Feleségül vette Lynn Johnsont, akivel öt gyermekük született. A fővárosban tartózkodása alatt belépett a békefenntartókhoz és Robert Finch, a Nixon-kormány jóléti miniszterének titkára volt.
1983-ban két lányukat Fanconi-anémiával diagnosztizálták; 1987-ben született harmadik lányuk szintén örökölte. 1985-ben FA Family Support Group néven segítőcsoportot, majd 1989-ben a gyógymód kutatását finanszírozó alapot hoztak létre. Lányaik 1991-ben (12 évesen), 1997-ben (24 évesen), illetve 2016-ban (29 évesen) belehaltak a betegségbe.
Frohnmayer a nemzeti velődonorprogram alapítója, és a Fred Hutchinson Rákkutató Központ igazgatótanácsi tagja volt.
Karrierjét nagyban inspirálta apja, Otto közszolgálati pályafutása.

### Halála
2015. március 10-én, 74 évesen prosztatarákban elhunyt. Kate Brown kormányzó közleményében ismerte el eredményeit.

## Fordítás
- Ez a szócikk részben vagy egészben  a   David B. Frohnmayer című angol Wikipédia-szócikk ezen változatának fordításán alapul.  Az eredeti cikk szerkesztőit annak laptörténete sorolja fel. Ez a jelzés csupán a megfogalmazás eredetét és a szerzői jogokat jelzi, nem szolgál a cikkben szereplő információk forrásmegjelöléseként.